# Jagdschloss Fürstenwalde
Das Jagdschloss Fürstenwalde ist ein Barockbau in der Stadt Fürstenwalde/Spree. Das in der Nähe der Spree liegende Schloss wurde für König Friedrich I. von Preußen errichtet.

## Geschichte
Friedrich I. ließ das Schloss zwischen 1699 und 1700 vom damaligen Hofbaumeister Martin Grünberg errichten. Dieser war unter anderem auch mit dem Umbau des Jagdschlosses Grunewald betraut. Neben dem Schloss selbst wurden auch diverse Nebenbauten wie ein Angelhäuschen, eine Allee, ein Karpfenteich und ein Lustgarten angelegt. Genutzt werden sollte es für Jagden und als Ausgangspunkt für Besuche der Güter in Golzow.
Inwieweit das Schloss tatsächlich für diese Zwecke genutzt wurde, ist nicht bekannt.
Nach dem Tod Friedrich I. im Jahre 1713 verfiel das Schloss und stand zwischenzeitlich leer. Nach einem Stadtbrand quartierte die Stadtverwaltung nach eigenem Ermessen obdachlos gewordene Bürger dort ein. Auch eine Werkstatt entstand zu dieser Zeit. 1736 richtete ein Garnisonskommandeur zusätzlich seine Wohnung darin ein.
1750 wurde der Stadt diese illegale Nutzung untersagt und das Schloss auf Geheiß Friedrichs II. in einen Getreidespeicher für das Militär umgebaut.
Dafür wurden eine Zwischendecke sowie Remisen eingefügt und unzweckdienliche Elemente wie die Freitreppe und der Lustgarten entfernt.
1795 wurde rechtwinklig zum Schloss ein weiterer Speicher erbaut. Nach dem Zweiten Weltkrieg diente das Schloss bis 1993 als Lager. Schließlich ging es in Privateigentum über und wurde unter Denkmalschutz gestellt.
Anlässlich der Bewerbung Fürstenwaldes zur Landesgartenschau 2013 war eine Sanierung des Gebäudes im Gespräch, wurde jedoch verworfen. Im Zuge einer Zwangsversteigerung am 18. September 2013 erwarb die Stadt Fürstenwalde das Schloss sowie den Speicher. Inzwischen wird das Gebäude nach langjährigem Leerstand umfassend instand gesetzt und soll als multifunktionale Kultur- und Veranstaltungsstätte genutzt werden. Eine eigenständige Gastronomieeinheit mit Außenbereich im Souterrain sowie verschiedene Mehrzweckräume im Erdgeschoss böten dem Gebäude eine breite Nutzungsmöglichkeit.

## Architektur
Das Jagdschloss ist ein zweietagiger barocker Einflügelbau mit 13 Fensterachsen unter einem Walmdach. Das Äußere ist durch einen dreiachsigen Mittelrisaliten mit Dreiecksgiebel akzentuiert und ansonsten schlicht gehalten. Ursprünglich gab es einen zentralen großen Saal, der aber durch die später eingezogenen Zwischendecken nicht mehr vorhanden ist.